# 北京地铁SFM04型电动车组
北京地铁SFM04/04A型电动车组是北京地铁的电动车组车款之一，现在在1号线与八通线之间运营。

## 简介
SFM04/04A 型是1号线首款原装空调车和使用电动门的列车，由原南车青岛四方机车车辆和北京地铁车辆装备负责生产，其中 SFM04 型（编号 G432-G451）由南车四方生产，自2007年11月6日起上线运营；SFM04A 型（编号 G452-G470）由北京地铁车辆厂生产，自2011年起上线运营。两种列车均配属于古城车辆段。
1号线的主题/广告列车多用该型号列车担当，如G445的Bilibili主题车（2015年）、G437（01037）的我爱你中国专列（2017年）和时光列车（2023年—2024年）、G438的国博专列（2019年）等。
根据1号线、八通线贯通工程的部署，自2021年4月起，SFM04/04A 型列车的编号陆续更改为 01 032 ~ 01 070，首列更改编号的列车为 01 047（G447）。

## 列车特点
列车内饰以橙红色等暖色调为主；车内配有不锈钢扶手立柱和質地柔軟的布料座椅，扶手和座椅兩旁的檔板均设计为弧形，車門上方的扶手相较于DKZ4型的上移 15 cm；车门上方是1号线的LED闪灯图（现已更换为LCD动态电子地图），车厢连接处设有LED走字屏，用于播放语音广播的配套文字信息。
每节车厢共4对车门（均为电动内藏门），中部設有4枝不通頂的扶手以方便乘客進入車廂；先头车还設有四块不鏽鋼製的防滑自動伸縮輪椅渡板，可在通电时彈出。
列车两端设有紧急出口，部分列车的车厢照明已更改为LED；车内还安装了降噪阻尼器，可使噪音降低至69分貝以下；車廂的車頂空调厚度只有 28 cm，以增加車廂空间。
列車安全方面，車廂的空调管道內設有烟雾感應器；車廂內和駕駛室亦安装可360度轉的攝錄機，而14幅畫面可以傳送到駕駛室頂上的顯示屏。此外一旦車門無法關上或者有乘客報警，顯示屏上將自動顯示相應的事故位置，而車廂的緊急出口指示牌可於漆黑的環境下協助乘客離開車廂。
隨後於2020年10月起，配合1号线与八通线的贯通升级工作，SFM04/04A 型陆续进行改造，改造内容包括对广播系统进行技术升级，以及将原有的LED闪灯图更换为LCD动态电子地图。2021年5月，SFM04/04A开始更改报站广播，同时将LCD电子地图显示内容更换为1号线与八通线贯通全图（苹果园-环球度假区）。
2023年8月8日，装饰为“时光列车”的 01 037 号车组开始运行古城往返复兴门的平峰特殊班次。该列车经过特殊改造，每节车厢都对应一种北京地铁历史上的车型，其中第一节与第六节车厢改为横排座椅。

## 列车编组
|              |              | SFM04/04A ←环球度假区方向古城方向→ |                 |         |          |                 |         |
| 车厢编号     | 车厢编号     | 1                                  | 2               | 3       | 4        | 5               | 6       |
| 车厢型号     | 车厢型号     | SFM04Tc                            | SFM04M0         | SFM04T0 | SFM04M1  | SFM04M2         | SFM04Tc |
| 集电靴       | 集电靴       | 无                                 | 有              | 无      | 有       | 有              | 无      |
| 形式区分     | 旧编号       | G4**1                              | G4**2           | G4**3   | G4**4    | G4**5           | G4**6   |
| 形式区分     | 新编号       | 01 0**1                            | 01 0**2         | 01 0**3 | 01 0**4  | 01 0**5         | 01 0**6 |
| 形式区分     | 车厢类型     | Tc                                 | M               | T       | M1       | M               | Tc      |
| 动力单元     | 动力单元     | 单元1                              | 单元1           | 单元2   | 单元2    | 单元3           | 单元3   |
| 安装机器设备 | 安装机器设备 | SIV (L)                            | VVVF (R) CP (R) | -       | VVVF (L) | VVVF (L) CP (L) | SIV (R) |
| 车辆重量     | 车辆重量     | 30.0 t                             | 35.0 t          | 29.0 t  | 35.0 t   | 35.0 t          | 30.0 t  |
| 额定载客量   | 额定载客量   | 226人                              | 244人           | 244人   | 244人    | 244人           | 226人   |
| 极限载客量   | 极限载客量   | 290人                              | 310人           | 310人   | 310人    | 310人           | 290人   |

范例
- VVVF：牵引逆变器装置
- SIV：辅助电源装置
- CP：电动空气压缩机

## 列车运送过程
SFM04型列车首先从南车四方出发，经胶济铁路、京沪铁路、丰双铁路到达小红门站，之后通过联络线进入宋家庄停车场，并通过5号线，在东单站附近进入与1号线的联络线后，到达王府井站，最后往东运送至四惠车辆段。
SFM04A型列车则从北京地铁车辆厂出发，通过北京地铁车辆厂和宋家庄停车场的联络线，到达宋家庄停车场，之后进入5号线，在东单站附近通过与1号线的联络线到达王府井站，最后往西运送至古城车辆段。

## 列车图片
- SFM04型G446号车组停靠于大望路站
- 厂修后的SFM04型G436号车组驶出四惠东站
- 厂修后的SFM04型01 035号车组驶出四惠站
- SFM04型G441号车组停靠于天安门东站
- 列车内部的靠背
- SFM04型列车内部，可见其特有的半高扶手柱（俗称“杵”）
- SFM04A型列车内部
- SFM04型列车驾驶台
- SFM04型列车厂修后的LCD屏，2021年5月开始显示1号线与八通线贯通的全图
- 装饰为“时光列车”的01 037车组
- 01 037车组6号车厢内饰仿照了20世纪70年代DK3型的横排座椅与风扇罩
- 01 067车组行驶于传媒大学站至双桥站区间（2倍慢动作）